# Urbán Iván
Monyorói báró Urbán Iván János (Monyoró, 1846. szeptember 8. – Arad, 1915. október 9.) nagybirtokos, politikus, Arad vármegye és Arad tjv. főispánja.

## Élete
Urbán Gyula táblabíró és Sissányi Konstancia harmadik gyermekeként született. Már egészen fiatalon Arad vármegye köztisztviselői közé tartozott, 1884-ben azonban az édesanyjától örökölt törökbecsei birtokaira vonult vissza, ahol gazdálkodással foglalkozott. A Tisza ármentesítése érdekében jelentősen közreműködött. 1889-ben Urbán báró neve is felmerült mint jelölt, amikor Balogh Imre addig főispán hangszervi bénulás miatt lemondott, ám végül Újfalussy Sándort nevezte ki az uralkodó. 1896-ban törökbecsei birtokait átadta Péter fiának, ő maga pedig simándi földjein gazdálkodva elvonultan élt. Széll Kálmán miniszterelnöksége idején, 1900 októberében Arad vármegye és Arad thj. város főispánjává nevezték ki, de báró Fejérváry Géza kormányának kinevezésekor, 1905-ben lemondott tisztéről. 1910-ben visszakerült főispáni pozíciójába, amit aztán egészen haláláig töltött be. 1912. november 15-én érdemei elismeréséül I. Ferenc József császár és király bárói méltósággal ruházta fel.

## Családja
1869. szeptember 18-án Aradon vette nőül jószáshelyi Purgly Mária Melánia (1848.–†Arad, 1920. augusztus 9.) kisasszonyt, aki az Erzsébet rend nagykeresztjének tulajdonosa volt. Urbán Iván báró és Purgly Mária frigyéből három gyermeket született:
- báró Urbán Péter Pál (Sofronya, 1870. június 29. – Kunágota, 1935. augusztus 28.) nagybirtokos, közgazdász, politikus, országgyűlési képviselő, Csanád vármegye főispánja; neje: jószáshelyi Purgly Ilona (1873–1945)
- báró Urbán Mária Ilona (Sofronya, 1872. szeptember 15.–†Budamér, 1937. március 10.); első férje: abafalvi és felsőlehotai Abaffy Emil (Felsőlehota, 1863. augusztus 31.–Budapest, 1902. szeptember 22.), cs. és kir. kamarás, huszárfőhadnagy;[3] második férje: budaméri Ujházy László
- báró Urbán Erzsébet Ilona Benedikta (1880–1926); férje: ebeczki Blaskovich Ernő (1871–1949)